# Schuilkerk
Udtrykket schuilkerk (skjult kirke) er en nederlandsk kirke, der udefra ikke ligner en kirke.
De blev bygget og anvendt i de Forenede Nederlande i det 17. og 18. århundrede af forskellige kristne menigheder; især 
katolikker, lutheranere, remonstranter og mennonitter (dåbssindede). Nederlandene var stærkt calvinistisk præget, og andre former for kristendom og kirkebygninger blev tolereret (se også Den hollandske guldalder), men skulle helst ikke være for synlige. Det gjaldt både katolikker og forskellige mindre protestantiske kirkesamfund og efter Synoden i Dordrecht i 1618/9 også den Reformerte kirke. På trods af det beskedne ydre havde kirkerne ofte et meget rigt interiør.
Uden for byerne var kirkerne ofte indrette i mindre boliger eller lader, schuurkerk – ladekirke.
Oprindelig var schuilkerk–kirkerne kun en midlertidig foranstaltning. Senere blev de bygget med det ene formål og i tidens arkitektur. De katolske schuilkerk er opført i barok stil, prydet med kunstgenstande fra det sydlige Nederland. På grund af de ofte særdeles trange udfoldelsesmuligheder i byerne, byggedes kirkerne i højden med gallerier for at give plads til flere.

## Eksisterende schuilkerk–kirker
Der er stadig en del schuilkerk–kirker i anvendelse. Heriblandt:
- Mennonitkirken i Utrecht
- Hellige Peter og Paulus-kirken (også kaldet Papegøjen) i Amsterdam
- Kapellet på beginerklosteret i Amsterdam
- Den katolske Ons' Lieve Heer op Solder i Amsterdam
- Singelkerk i Amsterdam

Skabelon:NL-histstun